# Chuck Edwards

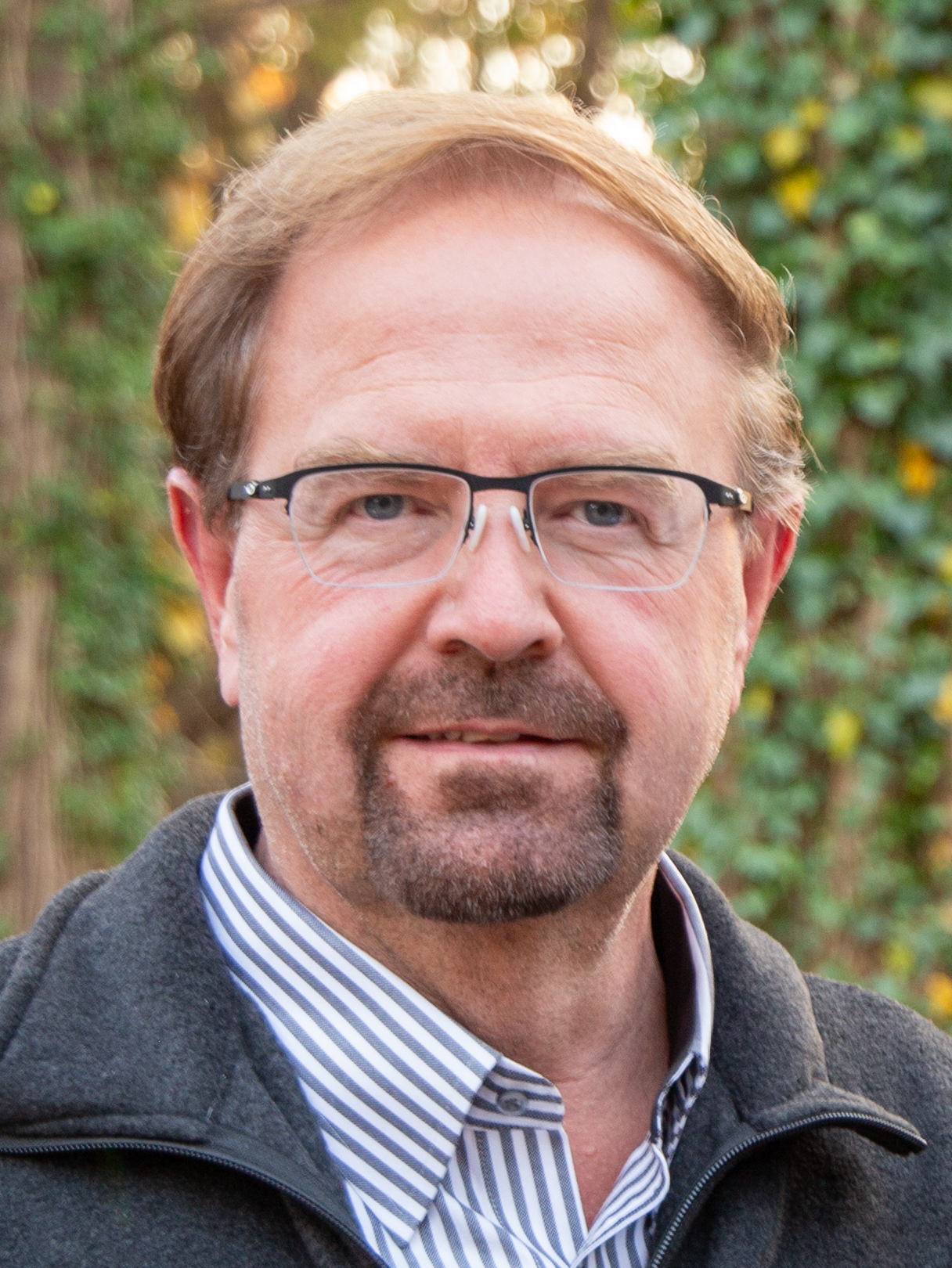
Chuck Edwards (2024)

Charles „Chuck“ Marion Edwards (* 13. September 1960 in Waynesville, Haywood County, North Carolina) ist ein US-amerikanischer Politiker der Republikanischen Partei und Unternehmer. Seit 3. Januar 2023 vertritt er den 11. Kongresswahlbezirk North Carolinas im Repräsentantenhaus der Vereinigten Staaten. Von 2016 bis 2023 war er als Abgeordneter im Senat von North Carolina Teil des Staatsparlaments.

## Leben und Werdegang
Nach seinem High-School-Abschluss studierte Edwards von 1979 bis 1983 Betriebswirtschaftslehre, Rechnungswesen und Marketing am Blue Ridge Community College im Henderson County. Bereits als 16-Jähriger hatte Edwards in einer lokalen McDonald’s-Filiale gearbeitet und führte diese Tätigkeit auch nach seinem Studium fort. Ab 1988 war er zehn Jahre lang für die Dachorganisation der Fastfoodkette in verschiedenen Beratungs- und Managementfunktionen tätig. 1998 gründeten er und seine Frau ihr eigenes McDonald’s-Franchiseunternehmen und betreiben derzeit sieben Restaurants im westlichen North Carolina. Zudem war er von 2013 bis 2022 Direktor eines regionalen Bankunternehmens.
Mit seiner Frau Teresa lebt Edwards in Flat Rock in Henderson County. Das Paar hatte zwei Kinder, ein Sohn starb unerwartet im Jahr 2018 im Alter von 37 Jahren.

## Politische Karriere

### Senat von North Carolina (2016–2023)
Nach dem Rücktritt von Tom Apodaca wurde Edwards 2016 zu dessen Nachfolger im Senat von North Carolina – dem Oberhaus des Staatsparlaments von North Carolina – ernannt. Bei den folgenden Wahlen im November 2016 wurde er für eine reguläre Amtszeit bestätigt, auch 2018 und 2020 gelang ihm die Wiederwahl als Staatssenator. Bei den Wahlen 2022 trat er aufgrund seiner Kongresskandidatur nicht erneut an und schied daher im Januar 2023 turnusmäßig aus dem Senat aus.

### US-Repräsentantenhaus (seit 2023)

#### Wahl
Im Vorfeld der Kongresswahlen 2022 forderte Edwards den erst 2020 gewählten, aber skandalbelasteten Amtsinhaber Madison Cawthorn in der parteiinternen Vorwahl der Republikaner heraus. Cawthorn war in mehrere Kontroversen verwickelt, darunter zwei Versuche, eine Waffe an Bord eines Flugzeugs zu bringen, Fahren ohne Fahrerlaubnis sowie die angebliche Teilnahme an Orgien während der Sitzungsperiode des US-Kongresses. Edwards wurde daher in seinem Vorhaben unter anderem vom US-Senator für North Carolina, Thom Tillis, unterstützt. Bei der Vorwahl konnte sich Edwards knapp gegen Cawthorn und sieben weitere Kandidaten durchsetzen, er erhielt 33,4 % der Stimmen und damit 1,5 Prozentpunkte mehr als der zweitplatzierte Cawthorn.
Bei der Hauptwahl im November 2022 besiegte Edwards seine Demokratische Kontrahentin Jasmine Beach-Ferrara mit 53,9 zu 44,4 % der Stimmen.

#### Amtszeit
Seit dem 3. Januar 2023 vertritt Edwards den 11. Kongresswahlbezirk North Carolina. Sein Wahlkreis liegt im Westen des Bundesstaats an der Grenze zu Tennessee und beinhaltet unter anderem Asheville. Die Republikaner gelten in dem Distrikt als favorisiert.
Im 118. Kongress sitzt Edwards in folgenden Ausschüssen und Unterausschüssen:
- United States House Committee on Oversight and Accountability (Aufsichts- und Rechenschaftsausschuss)
  - Cybersicherheit, Informationstechnologie und Regierungsinnovation
  - Wirtschaftswachstum, Energiepolitik und Regulatorische Angelegenheiten
  - Regierungshandeln und Bundesangestellte
- United States House Committee on Transportation and Infrastructure (Verkehrsausschuss)
  - Wirtschaftliche Entwicklung, Öffentliche Bauten und Notfallmanagement
  - Schnellstraßen und Transit
  - Wasserressourcen und Umwelt
- United States House Committee on the Budget (Haushaltsausschuss)